# 楊世芳 (萬曆進士)
楊世芳（？—？），字濟之，號慕垣，錦衣衛官籍，山西平陽府蒲州人，明朝政治人物。

## 生平
萬曆四十三年（1615年）乙卯科山西鄉試舉人，四十七年（1619年）己未科進士。改庶吉士，天啟元年（1621年）授翰林院檢討，充展書官，教習內書堂，二年（1622年）四月充實錄纂修官，十一月回籍養病，四年（1624年）起復原職，五年（1625年）二月任會試同考官，十一月管理誥敕撰文，七年（1627年）八月冠帶閒住。崇禎元年（1628年）起為右春坊右贊善，二年（1629年）升右諭德，三年（1630年）十二月以神宗實錄告成，升右庶子，四年（1631年）任會試同考官，升詹事府少詹事，同年八月任武會試正考官，以溺職下獄，被杖責一百，聽折贖，致仕歸里。
杨世芳少聪颖，读书十行俱下，操笔为文，千万言立就，其他琴书诸艺并臻其妙。持身严正，循礼法。魏璫用事，不肯附权奸，苟且功名，径请告去。魏璫恚甚，矫旨夺其官。崇祯帝嗣位，魏璫伏诛，诏以原官起用。乙丑（天啓五年）、辛未（崇祯四年）两与校闱，所拔华琪芳、张溥诸人皆宿名士，未几复请告归。

## 家族
高祖楊瞻，四川按察司僉事，封兵部左侍郎，贈光祿大夫柱國少師兼太子太師吏部尚書；曾祖楊博，光祿大夫柱國少師兼太子太師吏部尚書；祖父楊俊卿，錦衣衛都指揮僉事；父楊元祥，翰林院檢討。母羅氏（封孺人）。